# Citrogramma sedlacekorum
Citrogramma sedlacekorum är en tvåvingeart som beskrevs av John Richard Vockeroth 1969. Citrogramma sedlacekorum ingår i släktet Citrogramma och familjen blomflugor. Inga underarter finns listade i Catalogue of Life.